# Proqüestor
Un proqüestor o pro quaestore, és aquell magistrat romà que ocupava temporalment el càrrec d'un qüestor (quaestor) difunt o retirat prematurament.
En general es tractava d'un legatus designat pel governador i portava el títol de legatus pro quaestore.
Algunes vegades també es trobava en el cas de la prorogatio (pròrroga) del qüestor, probablement quan mancaven qüestors. En aquest cas, el títol era de proquaestor.